# University of Kentucky
University of Kentucky är ett delstatligt universitet i Lexington i Kentucky. Lärosätet grundades 1865 som Agricultural and Mechanical College of Kentucky av John Bowman och är idag delstatens största universitet räknat i antal studenter.
Forskningen i medicin och biologi håller hög internationell nivå och har höga nationella rankningar. Genetikern Thomas Hunt Morgan, verksam vid lärosätet, fick Nobelpriset i medicin 1933. I skolan som helhet är det dock endast juristutbildningen som räknas bland de hundra bästa nationellt.
Universitetet har totalt femton små och större bibliotek. Det påkostade William T. Young Library (1998) har 1,2 miljoner boktitlar.

## Idrott
De tävlar med 23 universitetslag i olika idrotter via deras idrottsförening Kentucky Wildcats.
På skolans campus är den stora sportarenan Kroger Field belägen.